# Ugly Kid Joe
Ugly Kid Joe é uma banda de hard rock de Isla Vista, Califórnia. O nome da banda é uma paródia do nome da banda Pretty Boy Floyd. O som da banda mistura uma variedade de estilos, incluindo rock, hard rock e heavy metal.
Em Outubro de 1991 lançaram o EP As Ugly as They Wanna Be. A banda ganhou sucesso em 1992 com o single "Everything About You", que alcançou a posição # 3 no UK Singles Chart e estava no Top 100 da Billboard de 1992. No final do ano a música foi usada no filme Wayne's World.
Em setembro de 1992 lançaram America's Least Wanted que continha outra versão de "Everything About You" além de outros  hits como "Cat's in the Cradle" (cover de Harry Chapin), "Neighbor" e " Busy Bee", fazendo o álbum ser um sucesso de vendas o que os levou a uma tour mundial onde passaram pelo Brasil no festival Hollywood Rock em janeiro de 1994 tocando na mesma noite das bandas Live, Sepultura e Robert Plant. No mesmo ano lançaram o álbum Menace to Sobriety que recebeu muitos elogios da imprensa e fãs. A  revista de rock Kerrang! classificou-o como um candidato para o álbum do ano.
Em 1998 foi editado o álbum The Very Best of Ugly Kid Joe: As Ugly as It Gets.

## Integrantes
Após 2010ː
- Whitfield Crane – vocal
- Klaus Eichstadt – guitarra, backing vocal
- Dave Fortman – guitarra, backing vocal
- Cordell Crockett – baixo, backing vocal
- Shannon Larkin – bateria, percussão

## Discografia
Álbuns de estúdio
- America's Least Wanted (1992)
- Menace to Sobriety (1995)
- Motel California (1996)
- Uglier Than They Used ta Be (2015)

EP
- As Ugly as They Wanna Be (1991)
- Stairway to Hell (2013)

Coletâneas
- The Very Best of Ugly Kid Joe: As Ugly as It Gets (1998)
- The Collection (2002)